# Gary Neville
Gary Alexander Neville (Bury, Inglaterra, 18 de febrero de 1975) es un exfutbolista, exentrenador y analista deportivo británico que jugaba como lateral derecho. Jugó toda su carrera en el Manchester United F. C. desde 1992 hasta su retiro en 2011. También fue internacional con la Selección de Inglaterra, desde 1995 hasta 2007. Es el hermano mayor de Phil Neville.
Es el futbolista más laureado en la historia de su nación con 31 títulos oficiales.
En 2014, adquirió el 10% del Salford City F. C.

## Trayectoria

### Como jugador
Neville hizo su debut en las canchas profesionales de Inglaterra en 1992 en su único club: el Manchester United. Este partido lo jugó contra el Torpedo FC de Moscú por la Copa de la UEFA.
Su surgimiento se debe en parte a la dirección de Alex Ferguson, quien tenía un alto soporte para los jugadores venidos desde las divisiones inferiores. Bajo su liderazgo, surgieron estrellas como David Beckham, Paul Scholes, Ryan Giggs y otros jugadores además de los hermanos Neville. Eran conocidos como la patrulla juvenil del Manchester United.
En 1995 hizo su primera aparición con la camiseta de la selección nacional de Inglaterra, en el partido amistoso contra Japón dirigido por Terry Venables. Desde entonces es el jugador por excelencia de la defensa por derecha, y junto a su hermano permanece como el único jugador en el plantel desde la Euro 1996. 
En 1994 se convirtió en el titular por excelencia de la defensa por derecha, y es allí donde juega desde ese entonces.
Fue llamado para integrar la selección que se enfrentaría al compromiso de la Copa Mundial de Fútbol de 1998 celebrada en Francia y por supuesto fue titular en todos los encuentros.
Poco tiempo después volvió a representar a su país durante la Euro 2000 y estaba listo para participar de la Copa Mundial de Fútbol de 2002, cuando una terrible lesión en su pie izquierdo le impidió participar en todos los partidos.
En el verano del 2004 volvió a confirmar su lealtad hacia el Manchester United con un nuevo contrato de 4 años que lo mantendría ligado hasta el 2008. Ese mismo año mientras jugaba para Inglaterra en una campaña por Europa continental, su prometida fue acusada de haberlo engañado por la prensa del diario Sun.Inmediatamente ella pidió que se retractaran y ante la negación del periódico inició actividades jurídicas contra el diario. Finalmente, el Sun debió pagar una suma total de 75 mil euros a la srta. Emma Hadfield.
En diciembre del año 2005 fue designado como el nuevo capitán del Manchester, siendo que el anterior había partido y que sin duda alguna era el hombre con más experiencia en el campo. Esto se debe en parte a su fuerte actitud y sabiduría adquirida a través de los años, sabe manejar muy bien al equipo desde su posición en la defensa, y a pesar de ya ser un jugador mayor sigue poniendo su alma en los 90 minutos de juego.
Para la Copa Mundial de Fútbol de 2006 fue nuevamente la primera opción de la selección nacional inglesa, esta vez junto a Paul Robinson, su hermano Phil Neville, John Terry, David Beckham, Wayne Rooney, Steven Gerrard, Wes Brown, Ledley King y Wayne Bridge entre otros. El equipo debió dejar de lado a Neville después del primer partido puesto que tuvo una torcedura de la que pudo recuperarse luego para el partido donde cayeron ante Portugal el 1 de julio.
Recientemente volvió a ser llamado para las clasificaciones de la Euro 2008 y los amistosos celebrados por Inglaterra contra España e Israel.
El 17 de junio de 2007 planea casarse con su prometida, al igual que lo harán también algunos compañeros del Manchester United. Él y su esposa se mudarán a su recién construida casa de 6 millones de euros, con 11 habitaciones en total, en las afueras de Mánchester.
El 2 de febrero de 2011 anunció su retirada como futbolista profesional, tras 19 años y 602 partidos como jugador del Manchester United, para posteriormente anunciar que terminaría la temporada 2010-2011 con su actual club, antes de finalmente retirase profesionalmente.

### Como entrenador
Desde su retirada fue comentarista deportivo en televisión, pero a partir de mayo de 2012 pasó a ser ayudante del seleccionador Roy Hodgson en la selección inglesa, llegando a los cuartos de final de la Eurocopa 2012. Posteriormente la selección se clasificó para el Mundial 2014 pero no superó la primera fase. En cambio fue la primera selección en clasificarse matemáticamente para la Eurocopa 2016.
El 2 de diciembre de 2015, se anunció oficialmente su fichaje como primer entrenador del Valencia Club de Fútbol hasta el final de la temporada 2015/16. El club es propiedad de su socio y amigo Peter Lim, que buscaba un técnico para al menos terminar la temporada tras la destitución de Nuno Espírito Santo. Compaginó este cargo con el de ayudante de Roy Hodgson en la selección. Llegó a un equipo en el puesto 8º con aspiraciones europeas, diez jugadores lesionados, una plantilla muy joven y mal planificada, y con la autoestima por los suelos. Le costó bastante conectar con la plantilla pero desde el primer día se puso a estudiar castellano y puso como ayudante a la leyenda valencianista Miguel Ángel Angulo. Con su llegada, el equipo no mejoró nada en absoluto y quedó demostrado que el equipo de Mestalla se le quedaba demasiado grande a un entrenador sin conocimiento del idioma,sin apenas experiencia previa y con el único aval de ser amigo del dueño de la entidad. Con él en el banquillo, el equipo valencianista sufrió una de las peores noches que recuerda el valencianismo, un durísimo 7-0 que le endosó el FC Barcelona en el Camp Nou. Fue despedido el 30 de marzo de 2016, dejando al equipo eliminado de la Liga Europa y en el 14º puesto tras 30 jornadas de Liga. Su balance como entrenador fue de sólo 10 victorias en 28 partidos, con 7 empates y 11 derrotas.

## Selección nacional
Ha sido internacional con la selección de fútbol de Inglaterra en 85 ocasiones.

### Participaciones en Copas del Mundo
| Copa              | Sede     | Resultado        | Partidos | Goles |
| ----------------- | -------- | ---------------- | -------- | ----- |
| Copa Mundial 1998 | Francia  | Octavos de final | 3        | 0     |
| Copa Mundial 2006 | Alemania | Cuartos de final | 2        | 0     |

### Participaciones en Eurocopas
| Copa          | Sede                   | Resultado        | Partidos | Goles |
| ------------- | ---------------------- | ---------------- | -------- | ----- |
| Eurocopa 1996 | Inglaterra             | Semifinales      | 4        | 0     |
| Eurocopa 2000 | Bélgica y Países Bajos | Primera fase     | 3        | 0     |
| Eurocopa 2004 | Portugal               | Cuartos de final | 4        | 0     |

## Estadísticas

### Clubes

#### Como jugador
| Club | Div.          | Temporada     | Liga  | Liga  | FA Cup | FA Cup | Copa de la Liga | Copa de la Liga | Torneos internacionales(1) | Torneos internacionales(1) | Otros(2) | Otros(2) | Total | Total |
| Club | Div.          | Temporada     | Part. | Goles | Part.  | Goles  | Part.           | Goles           | Part.                      | Goles                      | Part.    | Goles    | Part. | Goles |
| --- | ------------- | ------------- | ----- | ----- | ------ | ------ | --------------- | --------------- | -------------------------- | -------------------------- | -------- | -------- | ----- | ----- |
| Manchester United F. C. Inglaterra | 1.ª           | 1992-93       | 0     | 0     | 0      | 0      | 0               | 0               | 1                          | 0                          | –        | –        | 1     | 0     |
| Manchester United F. C. Inglaterra | 1.ª           | 1993-94       | 1     | 0     | 0      | 0      | 0               | 0               | 1                          | 0                          | 0        | 0        | 2     | 0     |
| Manchester United F. C. Inglaterra | 1.ª           | 1994-95       | 18    | 0     | 4      | 0      | 3               | 0               | 2                          | 0                          | 0        | 0        | 27    | 0     |
| Manchester United F. C. Inglaterra | 1.ª           | 1995-96       | 31    | 0     | 6      | 0      | 1               | 0               | 1                          | 0                          | –        | –        | 39    | 0     |
| Manchester United F. C. Inglaterra | 1.ª           | 1996-97       | 31    | 1     | 3      | 0      | 1               | 0               | 10                         | 0                          | 1        | 0        | 46    | 1     |
| Manchester United F. C. Inglaterra | 1.ª           | 1997-98       | 34    | 0     | 3      | 0      | 0               | 0               | 8                          | 0                          | 0        | 0        | 45    | 0     |
| Manchester United F. C. Inglaterra | 1.ª           | 1998-99       | 34    | 1     | 7      | 0      | 0               | 0               | 12                         | 0                          | 1        | 0        | 54    | 1     |
| Manchester United F. C. Inglaterra | 1.ª           | 1999-00       | 22    | 0     | –      | –      | 0               | 0               | 9                          | 0                          | 4        | 0        | 35    | 0     |
| Manchester United F. C. Inglaterra | 1.ª           | 2000-01       | 32    | 1     | 2      | 0      | 0               | 0               | 14                         | 0                          | 1        | 0        | 49    | 1     |
| Manchester United F. C. Inglaterra | 1.ª           | 2001-02       | 34    | 0     | 2      | 0      | 0               | 0               | 14                         | 0                          | 1        | 0        | 51    | 0     |
| Manchester United F. C. Inglaterra | 1.ª           | 2002-03       | 26    | 0     | 3      | 0      | 5               | 0               | 10                         | 1                          | –        | –        | 44    | 1     |
| Manchester United F. C. Inglaterra | 1.ª           | 2003-04       | 30    | 2     | 4      | 0      | 1               | 0               | 7                          | 0                          | 0        | 0        | 42    | 2     |
| Manchester United F. C. Inglaterra | 1.ª           | 2004-05       | 22    | 0     | 4      | 0      | 1               | 0               | 7                          | 1                          | 1        | 0        | 35    | 1     |
| Manchester United F. C. Inglaterra | 1.ª           | 2005-06       | 25    | 0     | 3      | 0      | 5               | 0               | 4                          | 0                          | –        | –        | 37    | 0     |
| Manchester United F. C. Inglaterra | 1.ª           | 2006-07       | 24    | 0     | 3      | 0      | 0               | 0               | 6                          | 0                          | –        | –        | 33    | 0     |
| Manchester United F. C. Inglaterra | 1.ª           | 2007-08       | 0     | 0     | 0      | 0      | 0               | 0               | 1                          | 0                          | 0        | 0        | 1     | 0     |
| Manchester United F. C. Inglaterra | 1.ª           | 2008-09       | 16    | 0     | 2      | 0      | 3               | 0               | 4                          | 0                          | 4        | 0        | 29    | 0     |
| Manchester United F. C. Inglaterra | 1.ª           | 2009-10       | 17    | 0     | 1      | 0      | 4               | 0               | 6                          | 0                          | 0        | 0        | 28    | 0     |
| Manchester United F. C. Inglaterra | 1.ª           | 2010-11       | 3     | 0     | 0      | 0      | 1               | 0               | 0                          | 0                          | 0        | 0        | 4     | 0     |
| Total carrera | Total carrera | Total carrera | 400   | 5     | 47     | 0      | 25              | 0               | 117                        | 2                          | 13       | 0        | 602   | 7     |
| (1) Incluye datos de la Copa de la UEFA (1992-93) y Liga de Campeones (1993-11). (2) Incluye datos de la Charity Shield/Community Shield (1993-10), Supercopa de Europa (1999-08), Copa Intercontinental (1999) y Copa Mundial de Clubes (2000-08). |               |               |       |       |        |        |                 |                 |                            |                            |          |          |       |       |

#### Como entrenador
| Club                    | País       | Cargo             | Año       | P  | PG | PE | PP | % v.  |
| ----------------------- | ---------- | ----------------- | --------- | -- | -- | -- | -- | ----- |
| Selección de Inglaterra | Inglaterra | Ayudante          | 2012-2016 | 56 | 33 | 14 | 9  | 58.93 |
| Valencia C. F.          | España     | Primer entrenador | 2015-2016 | 28 | 10 | 7  | 11 | 35.71 |

## Palmarés

### Campeonatos nacionales
| Título           | Club                    | País       | Año  |
| ---------------- | ----------------------- | ---------- | ---- |
| Premier League   | Manchester United F. C. | Inglaterra | 1993 |
| Charity Shield   | Manchester United F. C. | Inglaterra | 1993 |
| Premier League   | Manchester United F. C. | Inglaterra | 1994 |
| FA Cup           | Manchester United F. C. | Inglaterra | 1994 |
| Charity Shield   | Manchester United F. C. | Inglaterra | 1994 |
| Premier League   | Manchester United F. C. | Inglaterra | 1996 |
| FA Cup           | Manchester United F. C. | Inglaterra | 1996 |
| Charity Shield   | Manchester United F. C. | Inglaterra | 1996 |
| Premier League   | Manchester United F. C. | Inglaterra | 1997 |
| Charity Shield   | Manchester United F. C. | Inglaterra | 1997 |
| Premier League   | Manchester United F. C. | Inglaterra | 1999 |
| FA Cup           | Manchester United F. C. | Inglaterra | 1999 |
| Premier League   | Manchester United F. C. | Inglaterra | 2000 |
| Premier League   | Manchester United F. C. | Inglaterra | 2001 |
| Premier League   | Manchester United F. C. | Inglaterra | 2003 |
| Community Shield | Manchester United F. C. | Inglaterra | 2003 |
| FA Cup           | Manchester United F. C. | Inglaterra | 2004 |
| Copa de la Liga  | Manchester United F. C. | Inglaterra | 2006 |
| Premier League   | Manchester United F. C. | Inglaterra | 2007 |
| Community Shield | Manchester United F. C. | Inglaterra | 2007 |
| Premier League   | Manchester United F. C. | Inglaterra | 2008 |
| Community Shield | Manchester United F. C. | Inglaterra | 2008 |
| Copa de la Liga  | Manchester United F. C. | Inglaterra | 2009 |
| Premier League   | Manchester United F. C. | Inglaterra | 2009 |
| Copa de la Liga  | Manchester United F. C. | Inglaterra | 2010 |
| Community Shield | Manchester United F. C. | Inglaterra | 2010 |
| Premier League   | Manchester United F. C. | Inglaterra | 2011 |

### Campeonatos internacionales
| Título                 | Club                    | Sede      | Año  |
| ---------------------- | ----------------------- | --------- | ---- |
| Liga de Campeones      | Manchester United F. C. | Barcelona | 1999 |
| Copa Intercontinental  | Manchester United F. C. | Tokio     | 1999 |
| Liga de Campeones      | Manchester United F. C. | Moscú     | 2008 |
| Copa Mundial de Clubes | Manchester United F. C. | Yokohama  | 2008 |